# Vasaces maculatus
Vasaces maculatus är en skalbaggsart som beskrevs av Ross H. Arnett, Jr. 1953. Vasaces maculatus ingår i släktet Vasaces och familjen blombaggar. Inga underarter finns listade i Catalogue of Life.